# Milan Šufflay
Milan Šufflay, född 8 november 1879 i Lepoglava, död 18 februari 1931 i Zagreb, var en kroatisk historiker och politiker av ungerskt ursprung. Han mördades 1931 av jugoslavisk hemlig polis.
Šufflays huvudområde var albanologi, läran om albaner. Åren 1913 och 1918 offentliggjorde han i Wien två böcker med titeln Acta et diplomata res Albaniae mediae aetatis illustrantia. Under en tid, då det fanns motsättningar mellan centralistiska, kungatrogna krafter (serber) och federalistiska krafter (kroater och slovener) och det rådde en antikroatisk stämning i Jugoslavien, satt Šufflay med i en kroatisk grupp i det jugoslaviska parlamentet.
Kort före den jugoslaviske kungen Alexander I:s besök i Zagreb 1931 blev flera kända personligheter i Zagreb mordhotade: Om de demonstrerade mot kungen skulle de och deras familjer få betala med sina liv. Hoten var undertecknade "För kung och fädernesland". Under tiden höll kung Alexander tal för den kungatrogna föreningen "Jugoslaviens ungdom". Där talade han för en uteslutning av de valda kroatiska representanterna ur det jugoslaviska parlamentet. Man borde därvid ha år 1928 som förebild; detta år sköt en montenegrinsk ledamot, Puniša Račić, under pågående parlamentsmöte ihjäl tre ledamöter från Kroatiska bondepartiet, ledaren Stjepan Radić samt Pavle Radić och Djuro Basariček. De kroatiska partierna avslutade då samarbetet med parlamentet i Belgrad. De ifrågasatte dock aldrig kungens auktoritet officiellt.
Regeringstrogna medier hetsade mot kroatiska intellektuella och politiker. Tidningen Naša sloga skrev den 18 februari: "Deras huvuden kommer att slås in". Samma natt, den 18 februari 1931, slogs professor Šufflay ner med en järnstång i Zagreb.
Albert Einstein och Heinrich Mann skrev efter det ett offentligt, öppet brev i New York Times, riktat till International League for Human Rights, där de uppmärksammade omständigheterna kring hans död och den jugoslaviska statens förtryck av kroaterna.